# Aeschnophlebia milnei
Aeschnophlebia milnei – gatunek ważki z rodziny żagnicowatych (Aeshnidae). Endemit Japonii; szeroko rozpowszechniony i pospolity.